# Главнокомандующий союзными оккупационными войсками

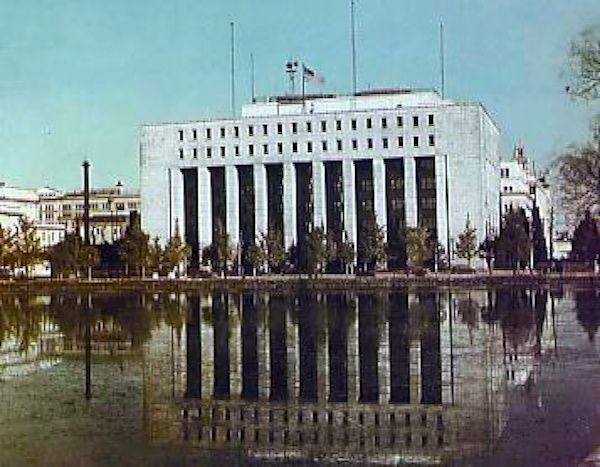
Штаб-квартира главнокомандующего Токио, 1950 год

Главнокома́ндующий сою́зными оккупацио́нными войска́ми (англ. Supreme Commander of the Allied Powers (SCAP)) — должность, занимавшаяся генералом Дугласом Макартуром (1945—1951) и его преемником, Мэтью Риджуэем (1951—1952), в период оккупации Японии после Второй мировой войны.
В период оккупации Японии Макартуром были изданы директивы SCAP, которые были направлены на подавление японского «милитаристского национализма». Должность была создана в начале оккупации Японии 14 августа 1945 года. Первоначально она называлась «Верховный главнокомандующий союзных держав».
В Японии термин SCAP относился не столько к личности главнокомандующего, сколько к его штаб-квартире (англ. General Headquarters (GHQ)) и штату работавших там офицеров, включая не только военных, но и несколько тысяч американских государственных служащих.
Австралийские, британские, индийские, канадские и новозеландские вооружённые силы под началом главнокомандующего были организованы в отдельное управление, известное как Оккупационные силы британского содружества.
Эти действия привели к тому, что многие японские политические и гражданские деятели стали считать Дугласа Макартура новой имперской силой в Японии, и даже считали его возрождением правительства в стиле сёгуна, под которым Япония правила до начала Реставрации Мэйдзи. Американский биограф Уильям Манчестер утверждает, что без руководства Макартура Япония не смогла бы перейти от имперского, тоталитарного государства к демократии. При своем назначении Макартур объявил, что он стремится «восстановить безопасность, достоинство и самоуважение» японского народа.
Макартур также отвечал за южную Корею с 1945 по 1948 год из-за отсутствия четких приказов или инициативы из Вашингтона. Объединённый комитет начальников штабов или Государственный департамент не предоставил Макартуру никакого плана или указаний о том, как управлять Кореей, что привело к трёхлетней военной оккупации, итогом которого стало создание дружественной США Республики Корея в 1948 году. Он приказал генерал-лейтенанту Джону Р. Ходжу, который принял капитуляцию японских войск в южной Корее в сентябре 1945 года, управлять этой территорией от имени Верховного командования по делам беженцев и отчитываться перед ним в Токио.

## Генерал Макартур
SCAP часто ассоциируется с генералом Дугласом Макартуром, который довольно снисходительно относился к потерпевшим поражение японцам.
Будучи Верховным главнокомандующим союзных держав, Макартур решил не преследовать Сиро Исии и всех членов бактериологических исследовательских подразделений в обмен на данные о бактериологическом оружии, которые были основаны на экспериментах над людьми. 6 мая 1947 года Макартур написал в Вашингтон, что «дополнительные данные, возможно, некоторые заявления Исии, вероятно, могут быть получены путем информирования японских участников событий о том, что информация будет сохранена в каналах разведки и не будет использоваться в качестве доказательств «военных преступлений»». Сделка была заключена в 1948 году.
По словам американского историка Герберта Бикса в книге «Хирохито и создание современной Японии», «действительно чрезвычайные меры Макартура по спасению императора от суда как военного преступника оказали длительное и глубоко искажающее воздействие на японское понимание проигранной войны». Макартур рассуждал так: если бы император был казнен или приговорен к пожизненному заключению, это вызвало бы бурную ответную реакцию и революцию со стороны японцев всех социальных классов, и это помешало бы его главной цели — изменить Японию с милитаристского, феодального общества на прозападную современную демократию. В телеграмме, отправленной генералу Дуайту Эйзенхауэру в феврале 1946 года, Макартур заявил, что для казни или заключения императора в тюрьму потребуется задействовать миллион солдат оккупационных войск для поддержания мира.

### Отношения SCAP с японским руководством
Отношения между японским руководством и SCAP были напряженными, поскольку SCAP доминировал над первым на пути к послевоенному восстановлению страны. Макартур был сосредоточен на текущей задаче, что проявилось в его отказе напрямую обращаться к японскому руководству или общественности, вместо этого он предпочитал каждый день посещать свой офис.
Макартур и SCAP были непреклонны в том, что император должен быть особенно защищен от ответственности за войну. С санкции Макартура император делал заявления, которые позволили переосмыслить политику SCAP после войны как продолжение реставрации Мэйдзи, что позволило Императору сохранить легитимность. Эти взгляды были отражены в первых восьми статьях Конституции Японии.

## Преобразование Японии
Под руководством Вольфа Ладежинского из штаба Макартура была проведена крупная земельная реформа; однако сам Ладежинский заявил, что истинным архитектором земельной реформы был Хироо Вада, тогдашний министр сельского хозяйства и рыболовства от Социалистической партии Японии. В период с 1947 по 1949 год около 4 700 000 акров (1 900 000 га), или 38% обрабатываемых земель Японии, были куплены у землевладельцев в рамках правительственной программы реформ, а 4 600 000 акров (1 860 000 га) были перепроданы фермерам, которые их обрабатывали. К 1950 году 89% всех сельскохозяйственных земель находились в собственности собственников и только 11% находились в собственности арендаторов.
Усилия Макартура по поощрению членства в профсоюзах увенчались феноменальным успехом, и к 1947 году 48% несельскохозяйственной рабочей силы были объединены в профсоюзы. Некоторые реформы Макартура были отменены в 1948 году, когда его односторонний контроль над Японией был прекращен из-за возросшего участия Государственного департамента. Во время оккупации SCAP успешно, если не полностью, упразднил многие финансовые коалиции, известные как Дзайбацу, которые ранее монополизировали промышленность.
В конце концов, появились более свободные промышленные группы, известные как Кэйрэцу. Реформы встревожили многих в Министерстве обороны и Государственном департаменте США, которые считали, что они противоречат перспективам Японии и ее промышленного потенциала как оплота против распространения коммунизма в Азии.
Наследственное пэрство Японии, называемое Кадзоку, которое просуществовало более тысячелетия в различных, но по сути схожих формах, было отменено новой японской конституцией, на которую сильное влияние оказал Макартур. Кадзоку было похоже на европейскую систему пэрства, включающую принцев, баронов и графов, которые не были частью королевской семьи. Кроме того, боковые ветви императорский семьи, называемые Миякэ и Синнокэ, были упразднены и лишены всех прав и привилегий, превратившись в простолюдинов. После оккупация, единственными японцами, которым было разрешено называть себя частью императорской семьи или дворянства, были император и около 20 его прямых членов семьи. Эти действия Макартура и авторов конституции помогли радикально преобразовать Японию, упразднив все старые боковые ветви императорской семьи и дворянское сословие.

## Программы социального обеспечения
Одной из крупнейших программ SCAP была программа общественного здравоохранения и социального обеспечения, возглавляемая полковником армии США Кроуфордом Ф. Сэмсом. Работая с персоналом SCAP в составе из 150 человек, полковник Сэмс руководил работой по обеспечению благосостояния американских врачей и организовал совершенно новые японские системы медицинского обеспечения по американскому образцу. Японское население находилось в бедственном положении: большинство людей были сильно измотаны, врачей и лекарств было очень мало, а санитарные системы в крупных городах были разбомблены. Первоочередными приоритетами Сэмса была организация поставок продовольствия из Соединенных Штатов. Миллионы беженцев из бывшей японской колониальной империи хлынули потоком, часто в плохом физическом состоянии, с высоким риском занесения оспы, тифа и холеры. Вспышки, которые все же произошли, были локализованы, поскольку экстренная иммунизация, карантин, санитария и дезинфекция предотвратили массовые эпидемии. Сэмс, который был повышен до бригадного генерала в 1948 году, работал с японскими чиновниками над созданием вакцинных лабораторий, реорганизацией больниц по американскому образцу, модернизацией медицинских и сестринских школ и объединением японских, международных и американских команд, которые занимались катастрофами, уходом за детьми и медицинским страхованием. Он создал Институт общественного здравоохранения для обучения работников общественного здравоохранения и Национальный институт здравоохранения для проведения исследований, а также создал статистические отделы и системы сбора данных.

## Конституция
Одним из самых значительных действий SCAP во время оккупации была разработка новой японской конституции. Одним из главных приоритетов Макартура был пересмотр существующей Конституции Мэйдзи, чтобы привести страну в соответствие с ее новым демократическим правительством. Он поручил своим офицерам составить проект конституции, раздосадованный медлительностью законодателей. Они завершили работу в течение недели и представили новую конституцию как полную поправку к Конституции Мэйдзи, которая обеспечивала защиту императора, ставя его во главу государства. Новая конституция была ратифицирована в ноябре 1946 года и вступила в силу 3 мая 1947 года. Она остается старейшей неизмененной конституцией в мире.

### Статья 9
Самым противоречивым аспектом японской конституции, частью, которая до сих пор вызывает споры, является наличие статьи 9, пункта, охватывающего статус японских военных. Статья ставит вне закона ведение войны и запрещает создание правительством организованных вооруженных сил. Несмотря на это, Япония сохраняет «силы самообороны» (фактически оборонительные войска) численностью около 250 000 активных военнослужащих. Статья 9 и Силы самообороны Японии являются предметом горячих споров в современной японской политике, поскольку пацифисты считают Силы самообороны Японии и военное вмешательство в дела иностранных государств неконституционными, в то время как националисты добиваются отмены статьи 9 и более масштабного перевооружения Японии.

## Вопросы военных преступлений
SCAP арестовал 28 подозреваемых военных преступников за преступления против мира, но не проводил Токийских процессов; вместо этого ответственность лежала на Международном военном трибунале для Дальнего Востока. Президент США Гарри Трумэн вел переговоры о капитуляции Японии при условии, что император не будет казнен или предан суду. SCAP придерживался этой политике.
26 ноября 1945 года Макартур подтвердил адмиралу Мицумасе Ёнай, что они не будут требовать отречения императора. До того, как начались судебные процессы по военным преступлениям, SCAP и чиновники из правительства императора Хирохито работали за кулисами не только для того, чтобы предотвратить предъявление обвинений императорской семье, но и для того, чтобы исказить показания обвиняемых, чтобы никто не обвинял императора. Высокопоставленные чиновники в придворных кругах и правительство императора сотрудничали со штаб-квартирой союзников в составлении списков предполагаемых военных преступников, в то время как лица, арестованные в качестве подозреваемых класса А и заключенные в тюрьму Сугамо, торжественно поклялись защищать своего императора от любого возможного проявления военной ответственности.
Будучи Верховным главнокомандующим союзных держав, Макартур также решил не преследовать Сиро Исии и всех членов бактериологических исследовательских подразделений в обмен на данные о бактериологическом оружии, основанные на экспериментах над людьми. 6 мая 1947 года он написал в Вашингтон, что «дополнительные данные, возможно, некоторые заявления Исии, вероятно, могут быть получены путем информирования японских участников, что информация будет сохранена в каналах разведки и не будет использоваться в качестве доказательств «военных преступлений»». Сделка была заключена в 1948 году.

## Цензура СМИ
Помимо политического и экономического контроля, который SCAP осуществлял в течение семи лет после капитуляции Японии, SCAP также осуществлял строгий контроль над всеми японскими СМИ, сформировав отряд гражданской цензуры (CCD) SCAP. В конечном итоге CCD запретил в общей сложности 31 тему во всех средствах массовой информации: Эти темы включали:
- Критика SCAP (отдельных лиц и организации);
- Все страны-союзники;
- Критика политики союзников до и после войны;
- Любая форма имперской пропаганды;
- Защита военных преступников;
- Восхваление "недемократических" форм правления, хотя восхваление самого SCAP было допустимым;
- Атомные бомбардировки Хиросимы и Нагасаки;
- Деятельность черного рынка;
- Открытое обсуждение союзнических дипломатических отношений (отношения СССР и США).

Хотя некоторые из законов о цензуре, принятых Отделом гражданской цензуры (CCD), значительно смягчились к концу SCAP, некоторые темы, такие как атомные бомбардировки Хиросимы и Нагасаки, оставались табуированными до 1952 года, до окончания оккупации.

## Подход к Коммунистической партии Японии и послевоенным реформам
Макартур легализовал коммунистическую партию Японии, несмотря на оговорки со стороны правительства США, и пригласил их принять участие в выборах 1946 года, которые также стали первыми в истории Японии выборами, на которых женщинам разрешили голосовать. Он приказал освободить всех политических заключенных эпохи императорской Японии, включая заключенных-коммунистов. В 1946 году Макартур одобрил проведение первого за 11 лет первомайского парада. За день до первомайских торжеств, в которых должны были принять участие 300 000 японских коммунистов, собравшихся на демонстрацию с красными флагами и прокомарксистскими песнопениями перед Токийским императорским дворцом и зданием DN Tower 21, была обезврежена группа потенциальных убийц во главе с Хидео Токаямой, планировавшая убить Макартура с помощью ручных гранат и пистолетов, а некоторые ее участники арестованы. Несмотря на этот заговор, первомайские демонстрации продолжались. Макартур не дал Коммунистической партии набрать популярность в Японии, освободив ее членов из тюрьмы, проведя историческую земельную реформу для сельских японских фермеров и крестьян и позволив коммунистам свободно участвовать в выборах. На выборах 1946 года они получили всего 6 мест.

## Наследие
Макартур передал власть японскому правительству в 1949 году, но оставался в Японии до тех пор, пока 11 апреля 1951 года президент Гарри С. Трумэн не освободил его от должности, после чего на место главы SPAC был назначен генерал Мэтью Риджуэй. Сан-Францисский мирный договор, подписанный 8 сентября 1951 года, ознаменовал конец оккупации союзников, и когда он вступил в силу 28 апреля 1952 года, Япония снова стала независимым государством. Должность SCAP была фактически упразднена 1 июля 1957 года с расформированием Дальневосточного командования. Однако Соединенные Штаты продолжали управлять некоторыми японскими островами после этого, например, Окинава оставалась под управлением США до 1972 года.

## Активное военное присутствие США
Сегодня в Японии по-прежнему присутствуют все виды вооруженных сил Соединенных Штатов. Они в основном выполняют вспомогательную функцию, обеспечивая оборону Японии и окружающего региона в соответствии с соглашениями о взаимной безопасности между США и Японией. Вооруженные силы США в Японии состоят из около 50 000 военнослужащих, размещенных по всей Японии для защиты интересов Японии и США. Это время от времени приводило к напряженности между японскими гражданами и американскими военнослужащими, при этом между местными жителями и военнослужащими часто происходили инциденты, а военнослужащие часто совершали преступления против местных жителей, как, например, инцидент с изнасилованием на Окинаве в 1995 году. Эти инциденты привели к планам передислокации военных баз на Окинаве, а именно авиабазы корпуса морской пехоты Футенма, поскольку три четверти всех объектов ВВС США расположены в префектуре, несмотря на ее небольшие размеры. Однако реализация этого плана была отложена из-за протестов на месте, отведенном для его переноса, в другой части острова.